# Palé (Hongrie)
Pour les articles homonymes, voir Palé.
Palé est un village et une commune du comitat de Baranya en Hongrie.